# Crema Volley
Crema Volley – żeński klub piłki siatkowej z Włoch. Został założony w 1980 roku z siedzibą w Cremie.
W sezonie 2012/13 klub występował w Serie A, ale w połowie rozgrywek wycofał się z powodu problemów finansowych.